# لائودکسیوم متیل‌سولفات
لائودکسیوم متیل‌سولفات (انگلیسی: Laudexium metilsulfate) یک داروی مسدودکننده عصبی عضلانی یا شل کننده عضلات اسکلتی در دسته داروهای مسدودکننده عصبی-عضلانی غیر دپلاریزان است که به صورت کمکی در بیهوشی جراحی برای تسهیل لوله گذاری داخل تراشه و ایجاد آرامش عضلات اسکلتی در حین جراحی یا تهویه مکانیکی استفاده می شود.
این دارو دیگر در عمل بالینی استفاده نمی شود.